# Daniel Morón
José Daniel Morón Salinas (Tunuyán, 30 settembre 1959) è un ex calciatore cileno, di ruolo portiere.

## Palmarès

### Club

#### Competizioni nazionali
- Campionato cileno: 4

Colo-Colo: 1989, 1990, 1991, 1993
- Copa Chile: 2

Colo-Colo: 1990, 1994

#### Competizioni internazionali
- Coppa Libertadores: 1

Colo-Colo: 1991
- Recopa Sudamericana: 1

Colo-Colo: 1992
- Coppa Interamericana: 1

Colo-Colo: 1991